# قمبريط جنوب إفريقي
 .

قمبريطاستاتين

قمبريط جنوب أفريقي أو شجيرة الصفصاف الأفريقي أو الصفصاف الدغلي (الاسم العلمي:Combretum caffrum) هو نوع من النباتات يتبع جنس القمبريط من الفصيلة القمبريطية.